# Pseudomyrmex alternans
Pseudomyrmex alternans är en myrart som först beskrevs av Santschi 1936.  Pseudomyrmex alternans ingår i släktet Pseudomyrmex och familjen myror. Inga underarter finns listade i Catalogue of Life.